# Mellé
Ne doit pas être confondu avec Melle.
Cet article possède un paronyme, voir Mêlée.
Mellé est une commune française située dans le département d'Ille-et-Vilaine en Région Bretagne, peuplée de 648 habitants.

## Géographie

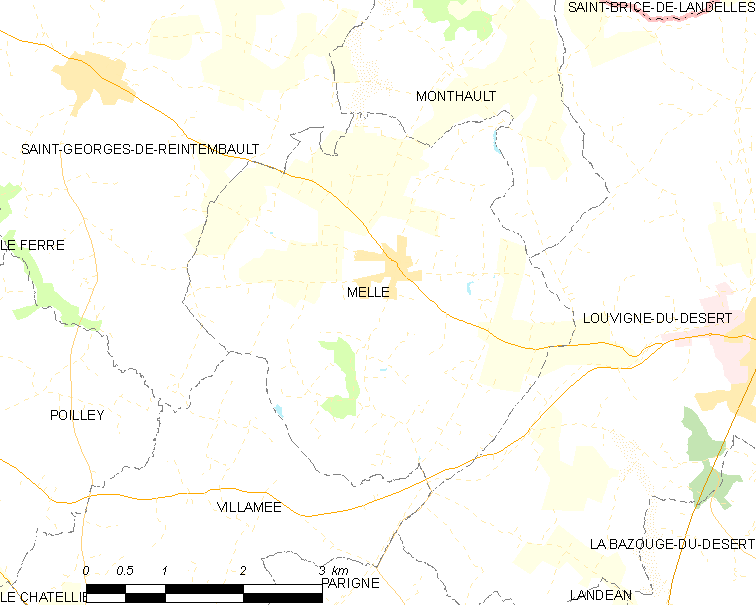
Carte de la commune.

| Saint-Georges-de-Reintembault | Monthault |                    |
|                               | Mellé     | Louvigné-du-Désert |
| Villamée                      |           |                    |

### Hydrographie
Pour un article plus général, voir Réseau hydrographique d'Ille-et-Vilaine.
La commune est traversée par la ligne de partage des eaux entre les bassins hydrographiques Seine-Normandie et Loire-Bretagne. Elle est drainée par le ruisseau du Gue Husson, le cours d'eau 01 du Moulin du Gué Husson, le fossé 01 de la Haute Vairie, le fossé 01 de la Hussonnais, le fossé 01 du Moulin des Châteaux, le fossé 07 de la Touche, le fossé 12 de la Bruyère, le ruisseau de la Bruyere, le ruisseau de l'Étang Gaudain, le ruisseau de Melle, le ruisseau du Boulay et le ruisseau du Lac,,.

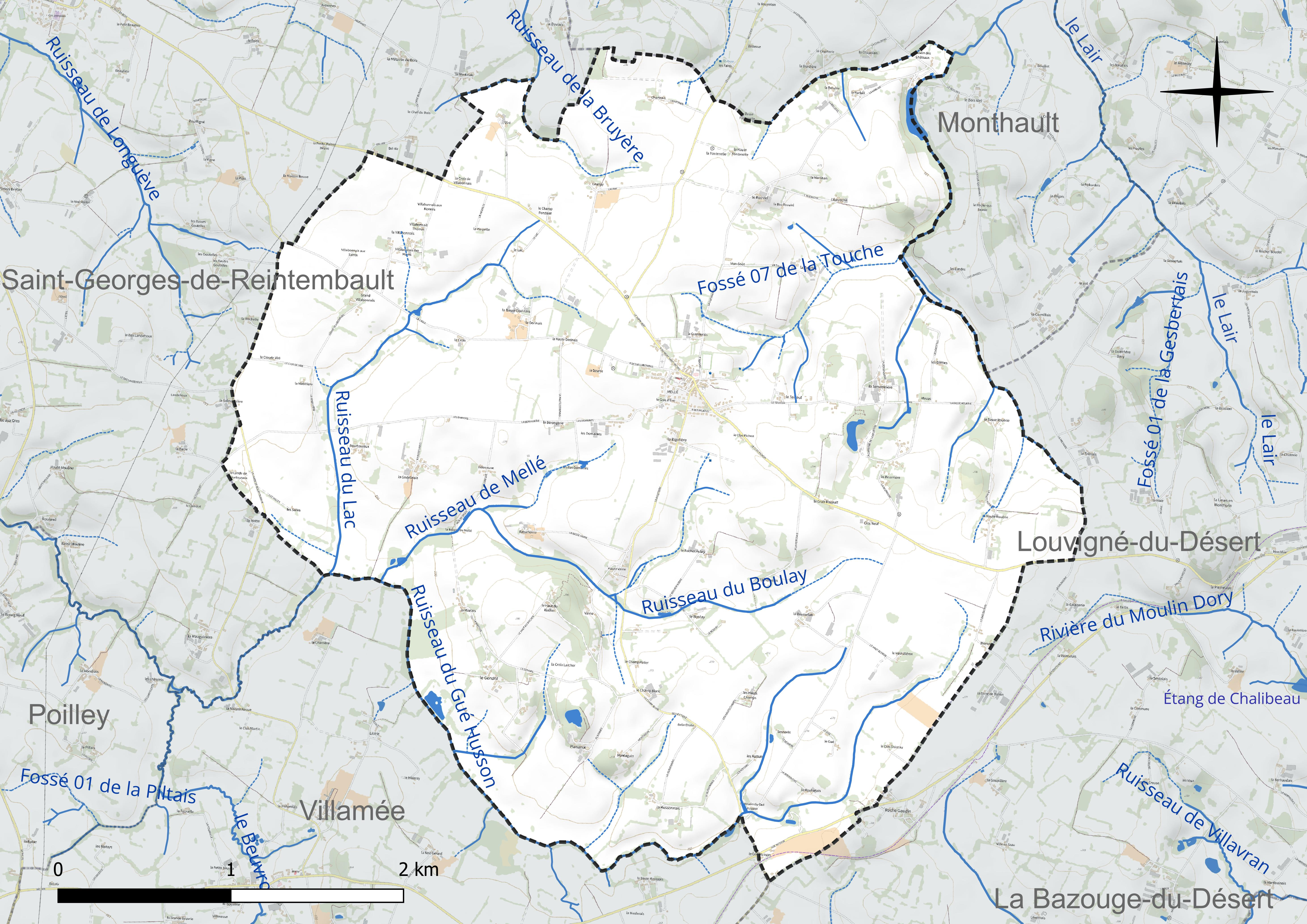
Réseau hydrographique de Mellé.

### Climat
Pour des articles plus généraux, voir Climat de la Bretagne et Climat d'Ille-et-Vilaine.
En 2010, le climat de la commune est de type climat océanique franc, selon une étude du CNRS s'appuyant sur une série de données couvrant la période 1971-2000. En 2020, Météo-France publie une typologie des climats de la France métropolitaine dans laquelle la commune est exposée à un climat océanique et est dans la région climatique  Bretagne orientale et méridionale, Pays nantais, Vendée, caractérisée par une faible pluviométrie en été et une bonne insolation. Parallèlement l'observatoire de l'environnement en Bretagne publie en 2020 un zonage climatique de la région Bretagne, s'appuyant sur des données de Météo-France de 2009. La commune est, selon ce zonage, dans la zone « Intérieur Est  », avec des hivers frais, des étés chauds et des pluies modérées.  
Pour la période 1971-2000, la température annuelle moyenne est de 10,7 °C, avec une amplitude thermique annuelle de 13,2 °C. Le cumul annuel moyen de précipitations est de 973 mm, avec 14,2 jours de précipitations en janvier et 8,7 jours en juillet. Pour la période 1991-2020, la température moyenne annuelle observée sur la station météorologique la plus proche, située sur la commune de Louvigné-du-Désert à 5 km à vol d'oiseau, est de 11,1 °C et le cumul annuel moyen de précipitations est de 941,3 mm,. Pour l'avenir, les paramètres climatiques de la commune estimés pour 2050 selon différents scénarios d'émission de gaz à effet de serre sont consultables sur un site dédié publié par Météo-France en novembre 2022.

## Urbanisme

### Typologie
Au 1er janvier 2024, Mellé est catégorisée commune rurale à habitat très dispersé, selon la nouvelle grille communale de densité à sept niveaux définie par l'Insee en 2022.
Elle est située hors unité urbaine. Par ailleurs la commune fait partie de l'aire d'attraction de Fougères, dont elle est une commune de la couronne,. Cette aire, qui regroupe 26 communes, est catégorisée dans les aires de 50 000 à moins de 200 000 habitants,.

### Occupation des sols
L'occupation des sols de la commune, telle qu'elle ressort de la base de données européenne d'occupation biophysique des sols Corine Land Cover (CLC), est marquée par l'importance des territoires agricoles (96,5 % en 2018), une proportion identique à celle de 1990 (96,5 %). La répartition détaillée en 2018 est la suivante : 
zones agricoles hétérogènes (41,7 %), prairies (29,1 %), terres arables (25,7 %), zones urbanisées (1,9 %), forêts (1,6 %). L'évolution de l'occupation des sols de la commune et de ses infrastructures peut être observée sur les différentes représentations cartographiques du territoire : la carte de Cassini (XVIIIe siècle), la carte d'état-major (1820-1866) et les cartes ou photos aériennes de l'IGN pour la période actuelle (1950 à aujourd'hui).

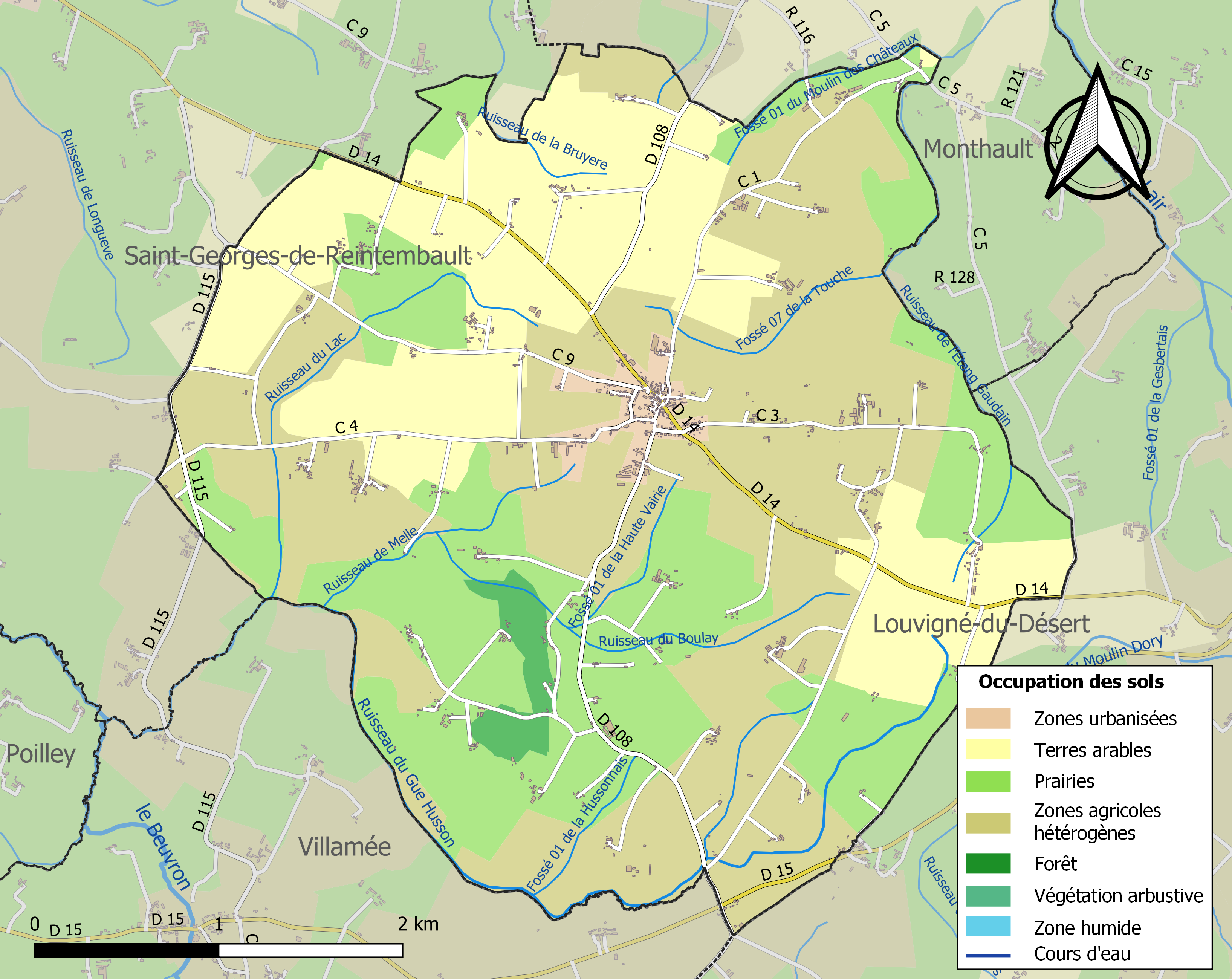
Carte des infrastructures et de l'occupation des sols de la commune en 2018 (CLC).

## Toponymie
Le nom de la localité est attesté sous les formes Parochia de Meleio en 1241, Meleyum en 1516.

## Histoire

### Révolution française
Pendant la Chouannerie, la commune fut prise d'assaut par surprise par les Chouans, le 15 février 1794, lors du combat de Mellé. Le curé assermenté de Mellé fut assassiné pendant la Révolution.

### LeXIXesiècle
François Plessis fut instituteur à Mellé pendant 36 ans jusqu'en 1881 et son fils lui succéda jusqu'à sa mort en 1892.
Les pierres du Pont Alexandre-III de Paris proviennent de la carrière de la Beurrière en Mellé.

## Politique et administration

### Liste des maires
| Période                                  | Période     | Identité      | Étiquette | Qualité                            |
| ---------------------------------------- | ----------- | ------------- | --------- | ---------------------------------- |
| Les données manquantes sont à compléter. |             |               |           |                                    |
| mars 1989                                | mars 2014   | Claude Duval  |           | Agriculteur                        |
| mars 2014                                | 25 mai 2020 | Thérèse Tylek | SE        | Retraitée de l'Éducation nationale |
| 25 mai 2020                              | En cours    | Olivier Poste |           | Agriculteur                        |

### Politique de développement durable
La commune s'est engagée dans une politique de développement durable en lançant une démarche d'Agenda 21 en 2006.

### Jumelages
Avec les sept autres communes du canton de Louvigné-du-Désert, aujourd'hui dissous, Mellé est jumelée avec :
- Burnham-on-Sea and Highbridge (Royaume-Uni) depuis 2000.

## Démographie
L'évolution du nombre d'habitants est connue à travers les recensements de la population effectués dans la commune depuis 1793. Pour les communes de moins de 10 000 habitants, une enquête de recensement portant sur toute la population est réalisée tous les cinq ans, les populations de référence des années intermédiaires étant quant à elles estimées par interpolation ou extrapolation. Pour la commune, le premier recensement exhaustif entrant dans le cadre du nouveau dispositif a été réalisé en 2004.
En 2022, la commune comptait 648 habitants, en évolution de −0,61 % par rapport à 2016 (Ille-et-Vilaine : +5,46 %, France hors Mayotte : +2,11 %).
| 1793  | 1800  | 1806  | 1821  | 1831  | 1836  | 1841  | 1846  | 1851  |
| ----- | ----- | ----- | ----- | ----- | ----- | ----- | ----- | ----- |
| 1 287 | 1 214 | 1 282 | 1 300 | 1 209 | 1 330 | 1 357 | 1 387 | 1 333 |

| 1856  | 1861  | 1866  | 1872  | 1876  | 1881  | 1886  | 1891  | 1896  |
| ----- | ----- | ----- | ----- | ----- | ----- | ----- | ----- | ----- |
| 1 272 | 1 284 | 1 225 | 1 104 | 1 108 | 1 166 | 1 134 | 1 122 | 1 110 |

| 1901  | 1906  | 1911  | 1921 | 1926  | 1931 | 1936 | 1946 | 1954 |
| ----- | ----- | ----- | ---- | ----- | ---- | ---- | ---- | ---- |
| 1 145 | 1 148 | 1 076 | 988  | 1 012 | 954  | 960  | 937  | 953  |

| 1962 | 1968 | 1975 | 1982 | 1990 | 1999 | 2004 | 2006 | 2009 |
| ---- | ---- | ---- | ---- | ---- | ---- | ---- | ---- | ---- |
| 960  | 885  | 806  | 738  | 706  | 678  | 675  | 676  | 667  |

| 2014 | 2019 | 2022 | - | - | - | - | - | - |
| ---- | ---- | ---- | - | - | - | - | - | - |
| 659  | 649  | 648  | - | - | - | - | - | - |

## Lieux et monuments
Mellé a été labellisée « Commune du patrimoine rural de Bretagne » en 1996.
Certaines parties de l'église Saint-Martin remontent au XVe siècle

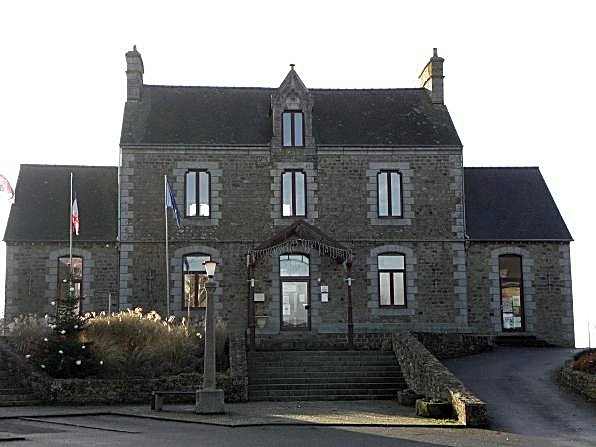
La mairie de Mellé.
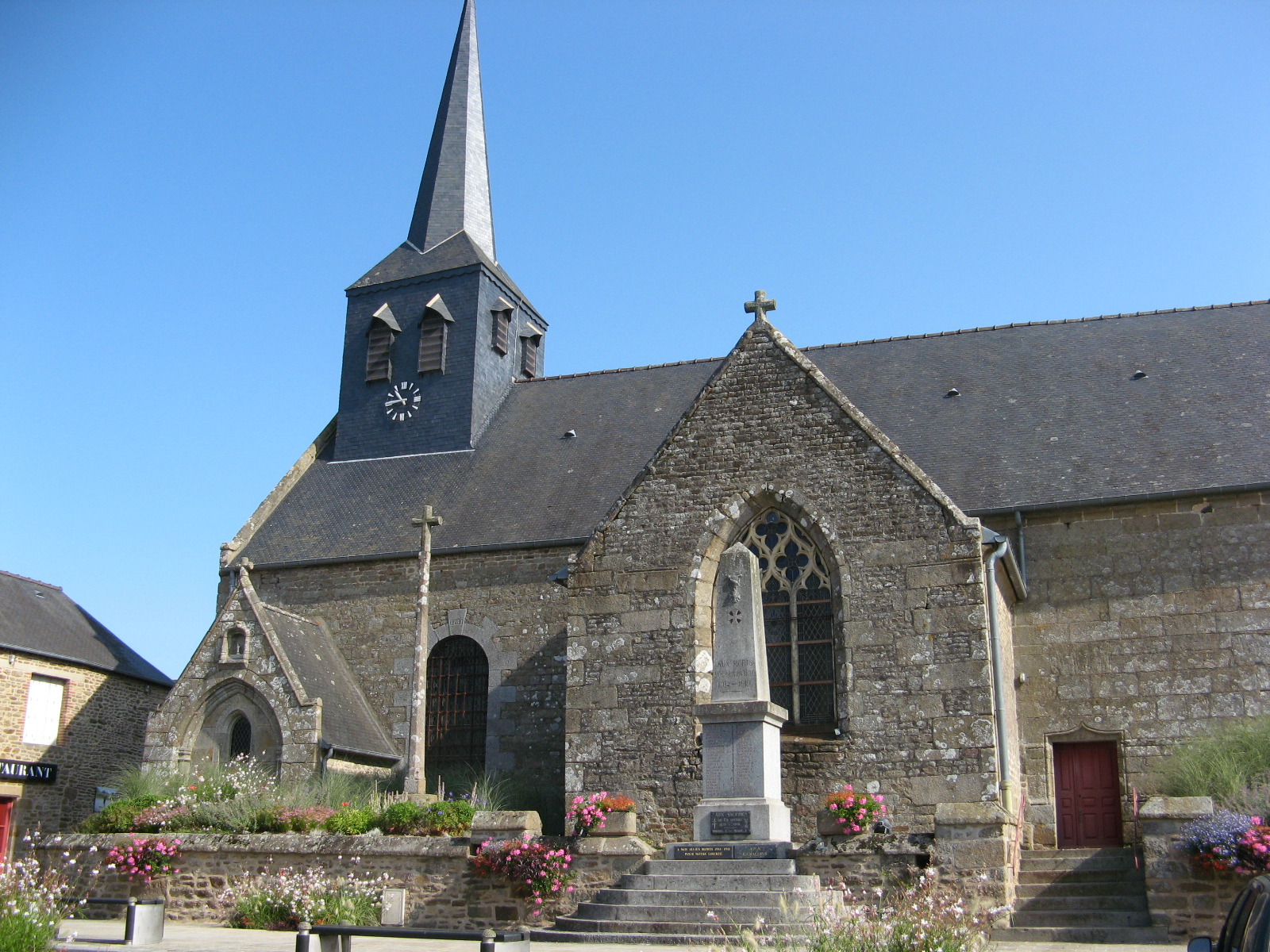
L'église Saint-Martin.

## Activité, manifestations et labels
En 1996, la commune a obtenu le label Communes du patrimoine rural de Bretagne pour la richesse de son patrimoine architectural et paysager[réf. nécessaire].

## Personnalités liées à la commune
- Albert Bouvet (1930-2017), coureur cycliste, né à Mellé.